# Католички универзитет Јована Павла II у Лублину
Католички универзитет Јована Павла II у Лублину (познат и по скраћеници КУЛ) је универзитет основан 1918. године.

## Историја
Отац Иџи Бенедикт Раџишевски основао је универзитет 1918. године. Лењин је дозволио свештенику да се библиотека и опрема из Римокатоличке теолошке академије из Санкт Петербурга однесе у Пољску како би био покренут универзитет баш када је Пољска повратила независност.
Циљ универзитета је био да постане модерно место за образовање на којем би се спроводило истраживање у духу хармоније између науке и вере. Универзитет је настојао да створи нову католичку интелигенцију која би играла водећу улогу у модерној Пољској републици. Број студената је повећан са 399 у школској 1918/19 на 1440 у школској 1937/38. Раст је прекинут као директна последица избијања Другог светског рата и окупацијом Пољске од стране нацистичке Немачке. Од свих универзитета који су се налазили на територији коју су окупирали Немци, Универзитет у Лублину је био једини који је наставио са радом у октобру 1939. године. Дана 23. новембра 1939. године, нацисти су погубили неколико академских радника, укључујући професоре Михала Нехаја и Чеслава Мартињака.
Наређено је да се универзитет затвори, а његове зграде су претворене у војну болницу. Међутим, универзитет је наставио своју наставну делатност у тајности. Након инвазије Лублина од стране Црвене армије у јулу 1944. године, универзитет је поново отворен 21. августа 1944. године. Од тада универзитет функционише без прекида. Остао је отворен током година када је Пољска била под комунистичком контролом између 1944. и 1989. године, иако неки од његових факултета нису радили. Правни, друштвени и педагошки факултети су затворени између 1953. и 1956. године. Био је то једини независни католички универзитет који је постојао у читавом совјетском блоку. С обзиром на то да су све комунистичке владе инсистирале на потпуном монополу контроле над образовним институцијама, очување независности сматрало се великим достигнућем.
Универзитет на различите начине био изложен притиску и константним покушајима утицаја од стране комунистичких власти, посебно током педесетих и шездесетих година прошлог века. Универзитетско особље је било под надзором тајне полиције. Држава је периодично ускраћивала неким факултетима право да додељују дипломе. Изгледи за запошљавање њених дипломаца били су поприлично ограничени.
Упркос тешкоћама, независност универзитета је успешно одржана. Никада нису биле усвојене марксистичке догме које су се предавале на свим осталим државним универзитетима као обавезан део градива. Служио је као уточиште за студенте који су избачени са државних универзитета из политичких разлога. 
Након пада комунизма у Пољској 1989. године, универзитет је наставио даљи раст и развој. Број студената је био четири пута већи, па се указала потреба за значајним проширењем кампуса. Универзитет је 2010. године био умешан у скандал у вези са доделом доктората од стране одељења којима то није било дозвољено, а као разлог је наведен недовољан број академског особља.

## Рангирање
Универзитет је имао константан напредак на међународним ранг листама. Године 2011, заузео је 8. место међу свим пољским универзитетима. Исте године, часопис Wprost га је рангирао на 15. место  међу хуманистичким универзитетима. Пре тога, 2006. године, часопис Њузвик Пољска га је рангирао на 54. место  међу свим пољским универзитетима.
У периоду између 2011. и 2012. године, програм филозофије универзитета је рангиран на првом месту у Пољској од стране Пољске агенције за акредитацију. Два пута је додељена награда, и те године је универзитет добио укупно 9 милиона злота у виду грантова.

## Истакнути алумнисти и професори
- Папа Јован Павле II (Карол Војтила), најпознатија личност повезана са универзитетом. Војтила је стекао лиценцијат из теологије у јулу 1947. године, а успешно је одбранио докторску дисертацију под називом Doctrina de fide apud S. Ioannem a Cruce (Доктрина вере у Светом Јовану од Крста). То се догодило 19. јуна 1948. године на Папском универзитету Светог Томе Аквинског (<i id="mwZQ">Ангеликум</i>) у Риму.  Иако је његов докторски рад једногласно одобрен у јуну 1948. године, одбијена му је квалификација јер није могао да приушти штампање текста своје дисертације (правило Ангеликума). У децембру те године, ревидирани текст његове дисертације је одобрио теолошки факултет Јагелонског универзитета у Кракову, а Војтила је добио диплому. Постао је хонорарни предавач филозофије на Католичком универзитету у Лублину, почев од 1954. године, делећи своје време између предавања у Лублину и обављања свог пасторалног рада у Кракову. Након што је постао надбискуп 1963. и кардинал 1967. године, његове дужности су ограничавале време које је могао да проводи предајући у Лублину, а студенти су често путовали на његова предавања у Краков. Његов ангажман на универзитету наставио се све до избора за папу 1978. године. Сва његова филозофска дела објављена су у Лублину.
- Анджеј Шостек, свештеник маријанског реда који је био ученик будућег папе. [4] Остао је професор до 2020. године, а између 1998. и 2004. године је био на позицији ректора универзитета. [4]
- Стефан Вишињски, кардинал примас Пољске
- Слуга Божји Јацек Вороњецки (1878–1949), теолог, филозоф, доминикански предавач моралног богословља на Универзитету у Лублину, ректор универзитета (1922–1924)
- Михал Хелер, свештеник, академик и филозоф, добитник Темплтонове награде 2008. године
- Јозеф Зицински, свештеник, римокатолички митрополит надбискуп, академик
- Едвард Стахура, песник и писац
- Јануш Крупски, историчар
- Јануш Паликот, политичар, активиста и бизнисмен
- Војћех Семион, позоришни и филмски глумац
- Беата Мазурек, политичарка, заменица маршала Сејма
- Јозеф Милик, свештеник, библичар
- Јежи Попјелушко, пољски римокатолички свештеник који се повезао са опозиционим синдикатом Солидарност у комунистичкој Пољској . Римокатоличка црква га је признала за мученика, а беатификован је 6. јуна 2010. године.
- Јежи Клочовски, један од највећих пољских историчара 20. века
- Богдан Борусевич, политичар, сенатор, дисидент за време комунизма, маршал Сената
- Казимиж Нич, свештеник, римокатолички кардинал, надбискуп Варшаве
- Агњешка Дуџињска, социолшкиња
- Иван Базарко, адвокат и политички активиста